# 牛久駅

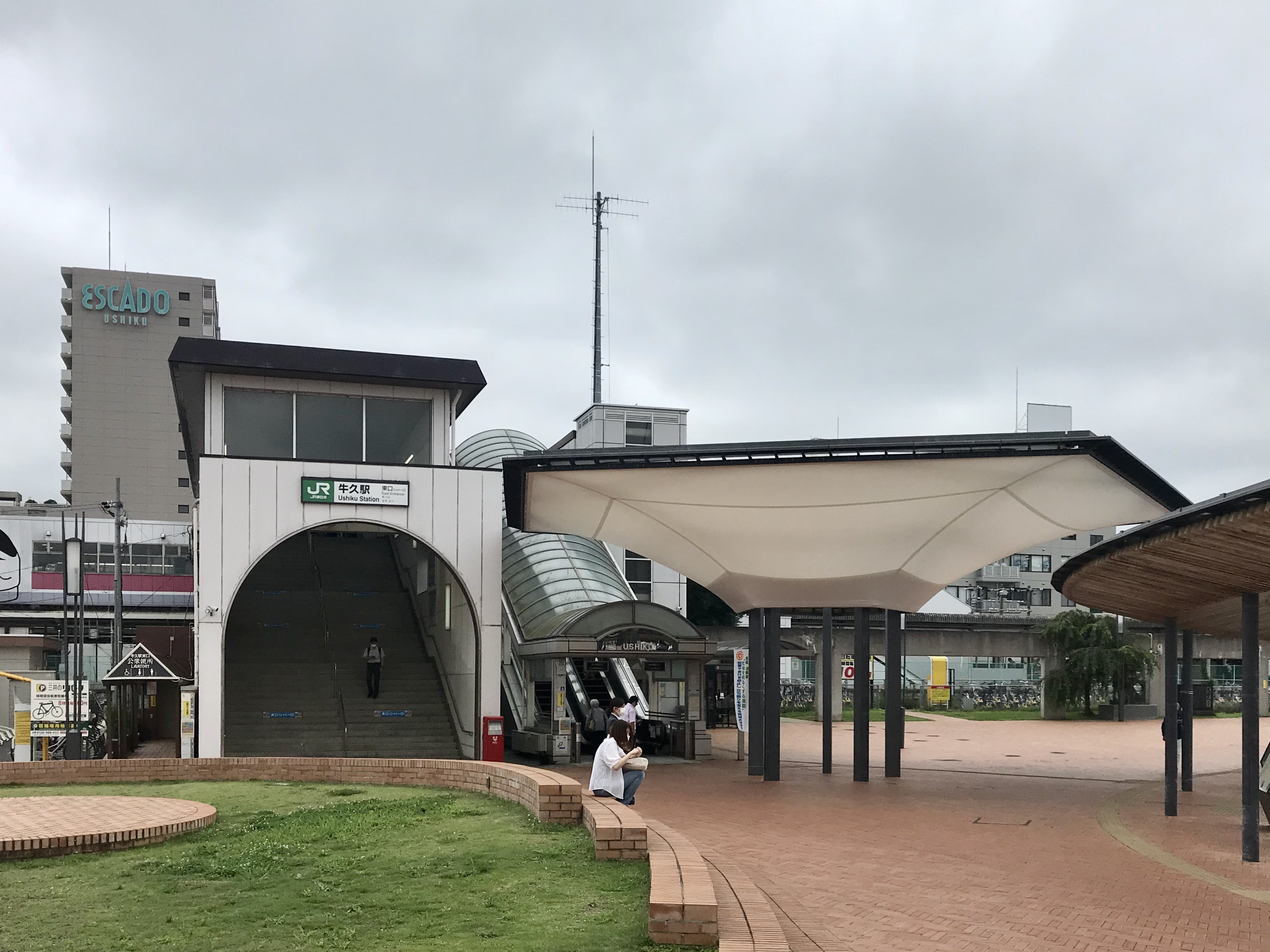
東口（2020年7月）

牛久駅（うしくえき）は、茨城県牛久市牛久町にある東日本旅客鉄道（JR東日本）常磐線の駅である。事務管コードは▲421103。

## 概要
当駅は牛久市の中心駅であり、つくば市茎崎地区・牛久シャトーの最寄駅である。

## 歴史
- 1896年（明治29年）12月25日 - 日本鉄道の駅として開業[2]。
- 1906年（明治39年）11月1日 - 日本鉄道が国有化され、官設鉄道の所属となる[2]。
- 1909年（明治42年）10月12日 - 線路名称制定により常磐線の所属となる。
- 1949年（昭和24年）6月1日 - 日本国有鉄道が発足。
- 1971年（昭和46年）10月1日 - 貨物扱い廃止[2]。
- 1984年（昭和59年）
  - 2月1日 - 荷物扱い廃止[2]。
  - 7月10日 - 駅舎の橋上化（現在の駅舎になる）[6]。
- 1987年（昭和62年）4月1日 - 国鉄分割民営化に伴い、東日本旅客鉄道（JR東日本）の駅となる[2]。
- 1994年（平成6年）3月4日 - 東口・西口にエスカレーターが設置される[7]。
- 1995年（平成7年）2月11日 - 自動改札機を設置し、供用開始[8]。
- 1996年（平成8年）3月15日 - 西口にミニ駅ビル「アステア」開業[9][10]。
- 2001年（平成13年）11月18日 - ICカード「Suica」の利用が可能となる。
- 2006年（平成18年）3月26日 - 新型自動改札機導入。
- 2007年（平成19年）12月1日 - 発車メロディをオー・シャンゼリゼおよびグリーングリーンに変更[11]。
- 2008年（平成20年）3月20日 - エレベーター（1番線ホーム⇔改札口、2番線ホーム⇔改札口）を設置。
- 2016年（平成28年）7月 - 東口駅前広場が改修される。
- 2020年（令和2年）11月1日 - 業務委託化[3]。
- 2022年（令和4年）3月12日 - ダイヤ大幅改正により龍ケ崎市駅と同様に特急列車の停車本数を終日、下りは7本、上りは4本に変更。

## 駅構造
相対式ホーム2面2線を有する地上駅で橋上駅舎を有している。JR東日本土浦保線区牛久保線管理室が水戸方に設置されている。
2001年（平成13年）11月までは2面3線（+擬似中線）であったが、待避箇所を2面4線のひたち野うしく駅に変更し、現行の配線に変更した。ひたち野うしく駅開業前まで現在の2番線は島式ホームであった。西側の2番線を特急列車が通過し、東側の3番線で普通列車が待避を行っていた。現在は旧3番線側に柵を設置のうえ一部線路が撤去され、保線基地として活用している。エレベーターは双方のホームに設置されている。
JR東日本ステーションサービスが駅業務を受託している龍ケ崎市駅管理の業務委託駅。みどりの窓口・Suica対応自動改札機設置。改札口・ホームにLED式の発車標が設置されている。

### のりば
| 番線 | 路線             | 方向 | 行先                         |
| ---- | ---------------- | ---- | ---------------------------- |
| 1    | ■ 常磐線         | 下り | 水戸・いわき方面             |
| 2    | ■ 常磐線         | 上り | 我孫子・上野・東京・品川方面 |
| 2    | ■ 上野東京ライン | 上り | 我孫子・上野・東京・品川方面 |

（出典：JR東日本:駅構内図）

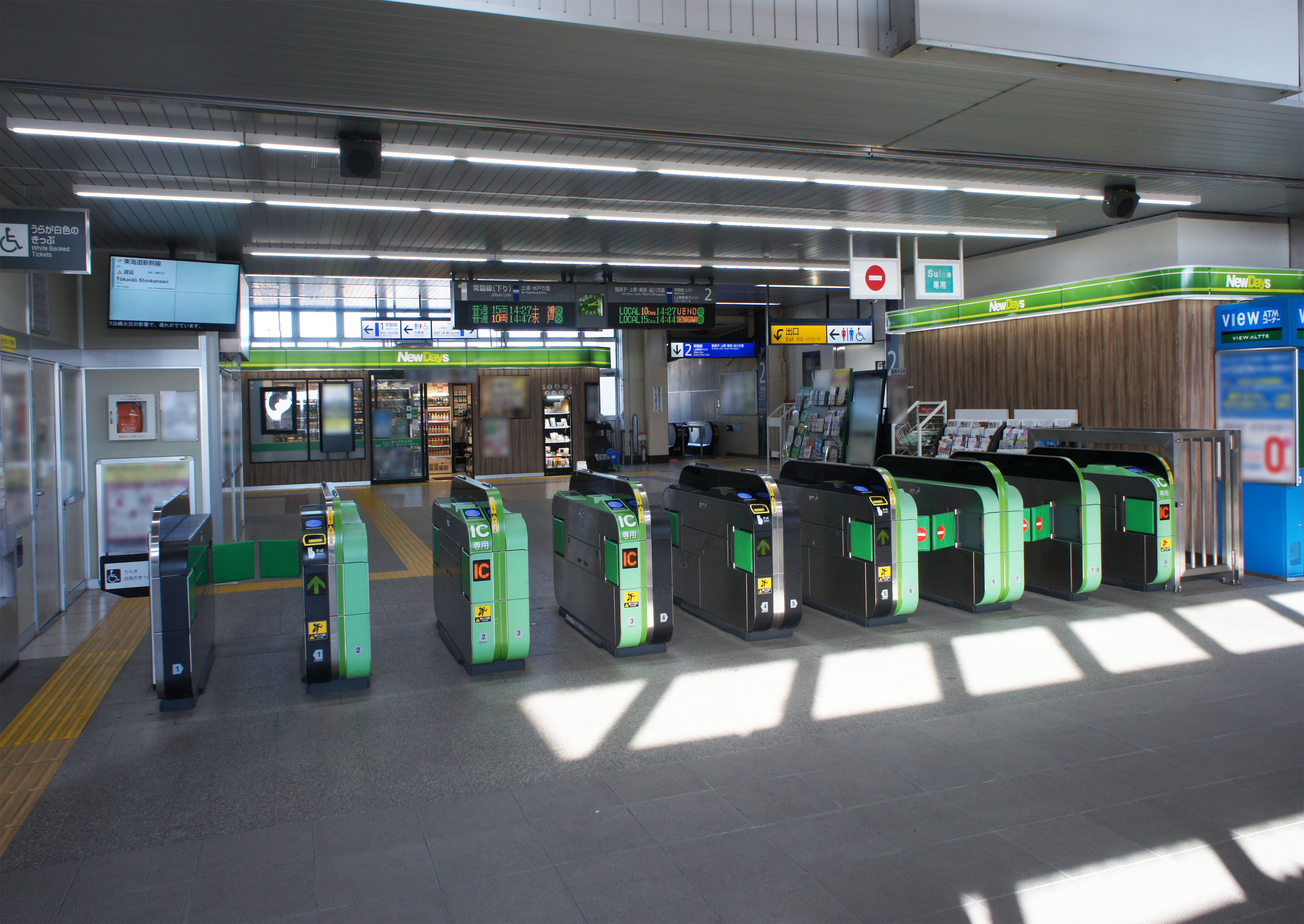
改札口（2022年1月）
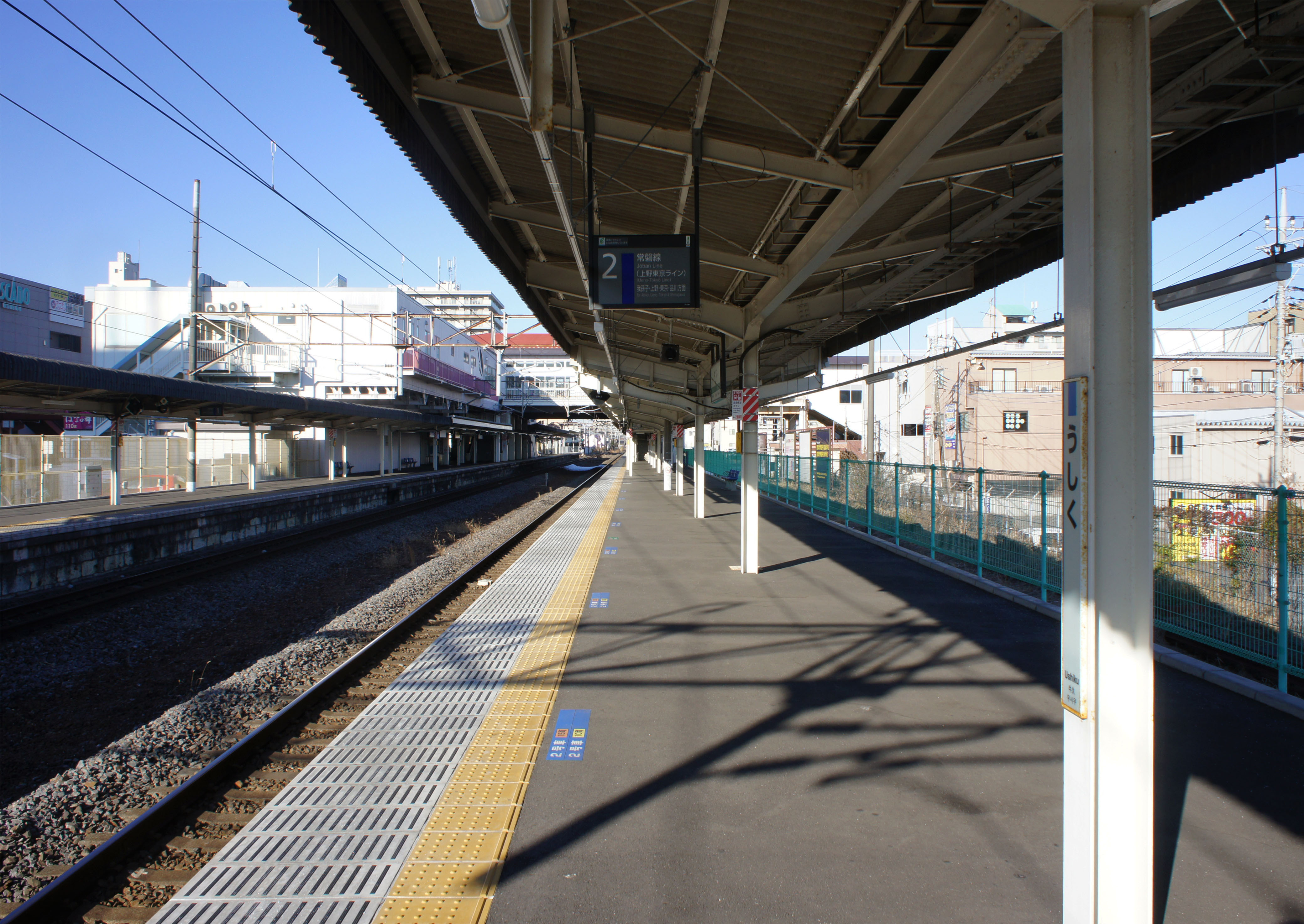
ホーム（2022年1月）

### 発車メロディ
- 2007年（平成19年）12月1日から、牛久市当局などによる観光振興策として牛久をイメージした発車メロディが採用されている[11]。
  - 1番線：グリーングリーン - 緑豊かな牛久沼畔をイメージしている。
  - 2番線：オー・シャンゼリゼ - ワイン醸造場牛久シャトーからフランス・パリをイメージしている。

### 出改札等設備
- 自動改札機（Suicaおよび不正乗車防止システム対応）
- みどりの窓口（2か所）
- 自動券売機
- 指定席券売機

### 改札内の設備
- 2階   
  - のりこし精算機
  - トイレ
  - 売店「NewDays」

1階2番線ホーム（旧3番線線路上）には蕎麦店があったが、2007年（平成19年）7月以降休業が続き、2008年（平成20年）12月に解体され更地になった。その後2009年（平成21年）12月、待合室が設置された。

## 利用状況
JR東日本によると、2023年度（令和5年度）の1日平均乗車人員は10,776人である。
2000年度（平成12年度）以降の推移は以下のとおりである。
| 乗車人員推移       | 乗車人員推移     | 乗車人員推移    |
| 年度               | 1日平均 乗車人員 | 出典            |
| ------------------ | ---------------- | --------------- |
| 2000年（平成12年） | 21,644           | [ 利用客数 2 ]  |
| 2001年（平成13年） | 20,748           | [ 利用客数 3 ]  |
| 2002年（平成14年） | 19,870           | [ 利用客数 4 ]  |
| 2003年（平成15年） | 19,108           | [ 利用客数 5 ]  |
| 2004年（平成16年） | 18,553           | [ 利用客数 6 ]  |
| 2005年（平成17年） | 17,881           | [ 利用客数 7 ]  |
| 2006年（平成18年） | 17,138           | [ 利用客数 8 ]  |
| 2007年（平成19年） | 16,722           | [ 利用客数 9 ]  |
| 2008年（平成20年） | 16,111           | [ 利用客数 10 ] |
| 2009年（平成21年） | 15,333           | [ 利用客数 11 ] |
| 2010年（平成22年） | 14,691           | [ 利用客数 12 ] |
| 2011年（平成23年） | 13,922           | [ 利用客数 13 ] |
| 2012年（平成24年） | 13,789           | [ 利用客数 14 ] |
| 2013年（平成25年） | 13,826           | [ 利用客数 15 ] |
| 2014年（平成26年） | 13,360           | [ 利用客数 16 ] |
| 2015年（平成27年） | 13,333           | [ 利用客数 17 ] |
| 2016年（平成28年） | 13,123           | [ 利用客数 18 ] |
| 2017年（平成29年） | 12,895           | [ 利用客数 19 ] |
| 2018年（平成30年） | 12,793           | [ 利用客数 20 ] |
| 2019年（令和元年） | 12,444           | [ 利用客数 21 ] |
| 2020年（令和02年） | 8,995            | [ 利用客数 22 ] |
| 2021年（令和03年） | 9,414            | [ 利用客数 23 ] |
| 2022年（令和04年） | 10,322           | [ 利用客数 24 ] |
| 2023年（令和05年） | 10,776           | [ 利用客数 1 ]  |

## 駅周辺
旧水戸街道牛久宿よりもやや北に位置している当駅は西口前には再開発ビル、周辺には小規模商店が存在し、牛久市の交通の中心であるのみならず、周囲は小さいながらも中心市街を形成している。なお、駅周辺地区は「本町」と呼ばれる。徒歩15分程度の範囲内には一戸建中心の新興住宅地があり、当駅近くには比較的新しいマンションも存在する。
かつて、当駅と牛久シャトー（シャトーカミヤ）の間にはワイン出荷などに使われる運搬用の線路が存在した。
また正確には駅構内になるが線路西側にミニ駅ビル「アステア」があり、2階店舗フロアはきっぷうりば前から入ることが可能で1階店舗は駅前広場に面して店舗毎に入口がある。
公衆トイレは駅東西にある（西口はエスカードビル内南端）。駅周辺には公営・民営の駐輪場が複数ある。
なお、牛久市当局などは2007年（平成19年）12月から発車メロディが変更になったのに合わせて西口に「かっぱ口」、東口に「シャトー口」という愛称を用いている。

### 西口
木造駅舎時代は国道6号に向いた西側に駅舎があり、こちら側の方が市街地としての歴史が長い。
1983年（昭和58年）から1995年（平成7年）まで現在のエスカード牛久の南隣の場所に西友牛久店が存在したが、現在ビルは生活雑貨製造業者の配送センターとして使用されている。
- バスターミナル、タクシー乗り場
- エスカード牛久 - 駅舎と2階がペデストリアンデッキで繋がっている複合商業施設[1]（上階は集合住宅）。核店舗はTAIRAYAエスカード牛久店。かつてはイズミヤ牛久店（関東地方第1号店[13]）が入居していたが、2017年（平成29年）2月1日に閉店した。
  - I-NETのATM（茨城県内地銀、信金、信組、農協7行共同）
  - 牛久市立図書館エスカード分館
  - 牛久市エスカードホール
  - 牛久市役所牛久駅前出張所
  - 三井住友銀行 牛久支店
- 牛久駅前交番（駅舎北側）

- 国道6号
  - 水戸信用金庫 牛久西支店
  - 常陽銀行 牛久支店
  - ビジネスホテルグランディール - 国道6号を北（土浦方面）へ
  - 須沢書店 - 国道6号を南（取手方面）へ
- 牛久キリスト教図書館 - 国道6号を北へ、田宮三丁目
- いずみの家具センター - 牛久駅西入口交差点を西へ
- 牛久市営青果市場 - 牛久駅西入口交差点を西へ
- 牛久駅西口郵便局 - 牛久駅西出口交差点を西（かっぱの碑方面）へ
- カスミフードスクエア 牛久刈谷店

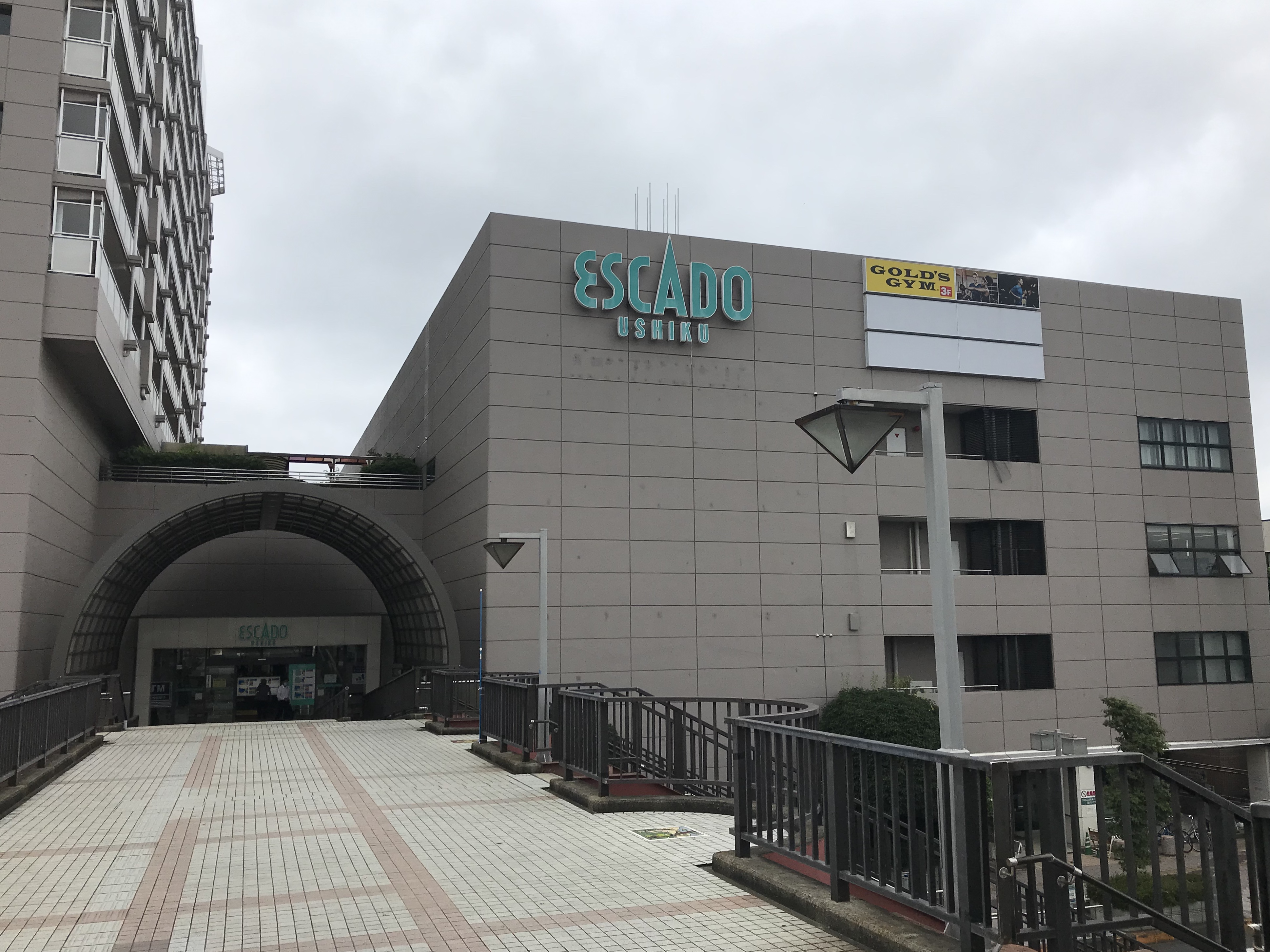
エスカード牛久（2020年7月）
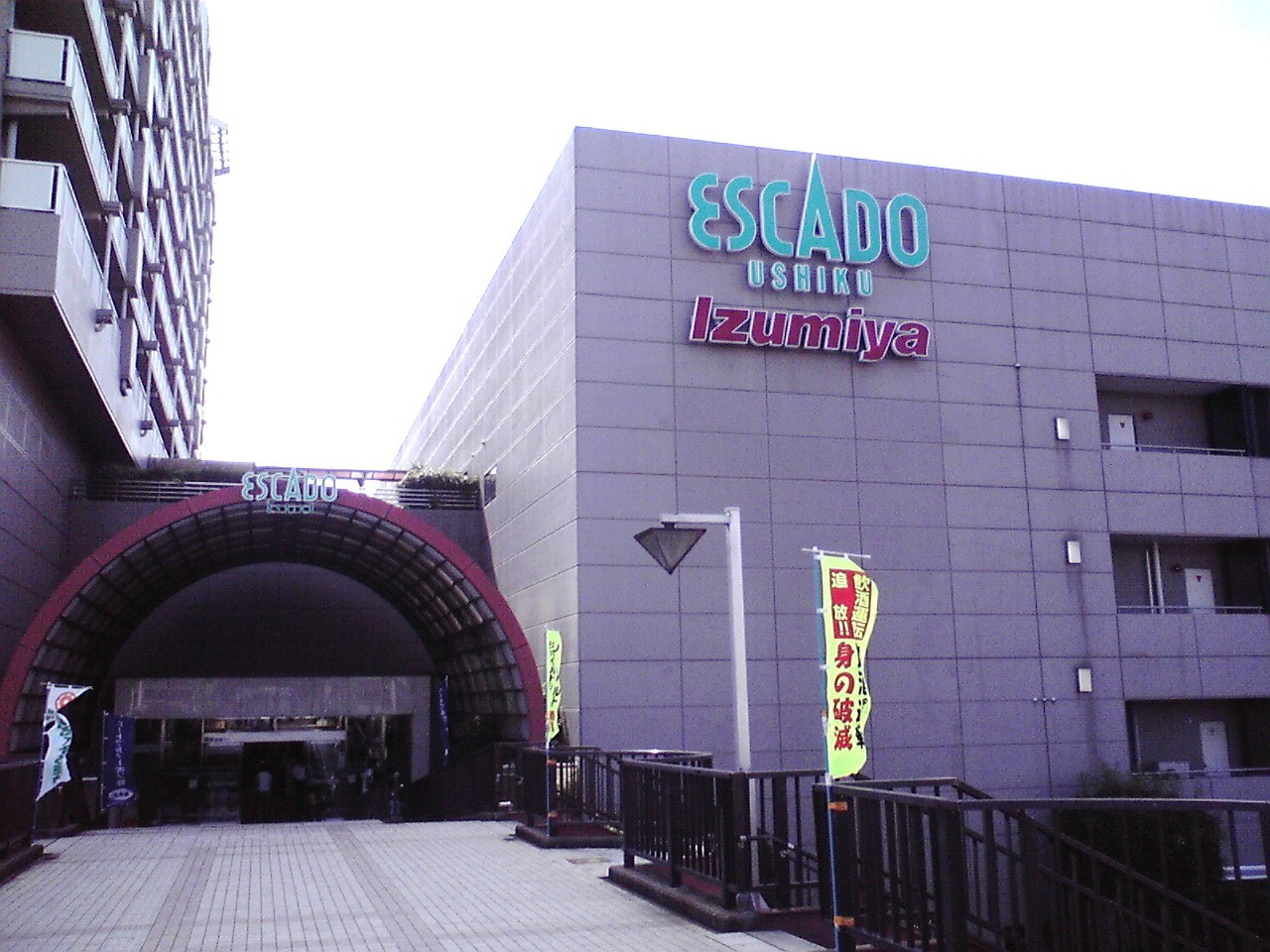
イズミヤ入居時代のエスカード牛久（2009年7月）

### 東口
1984年（昭和59年）の橋上駅舎化以降の出口であり、駅前広場は1985年（昭和60年）に完成。駅前広場の線路寄りの部分は歩行者専用の広場で噴水などがあり、その北側の一部分を利用して期日前投票所のプレハブ小屋が毎回設営されていた。牛久市の人口増加にあわせて駅の利用者が増加するにしたがい、歩行者の安全性や利便性などの課題も見受けられるようになったため、2009年（平成21年）に東口駅前広場の改修計画がスタート。7年の工事期間を経て2016年7月末に完成。新たに芝生広場が設けられたりテラコッタの甕のモニュメントが飾られるなど、憩いの場としての性格も持ち合わせており、2016年8月5日には完成式典が行われた。愛称は「やっぺやっぺ広場」。
- 駅前広場
  - バスターミナル、タクシー乗り場
  - オリックスレンタカー牛久駅東口店
  - 須藤石材牛久支店
  - 商店
  - 稀勢の里の石碑[15]
- 牛久ステーションホテル
- 新日本婦人の会 牛久支部
- 牛久ステーションホテル2
- 水戸信用金庫牛久東支店
- 筑波銀行牛久東支店

- シャトーカミヤ
- 牛久市役所
- 牛久市保健センター
- 牛久市中央生涯学習センター・文化ホール
- 牛久市立中央図書館
- 牛久郵便局
- 牛久本町郵便局
- トライアル
- FOOD OFFストッカー 牛久柏田店
- いばらきコープ
- ダイワハウスロイヤルホームセンター
- ディスカウントスーパーヒーロー
- GEO牛久中央店

## バス路線

### 西口
関東鉄道つくば中央営業所は「牛久駅」停留所、牛久市コミュニティバス（かっぱ号）・つくバスは「牛久駅西口」停留所にて発着する。
1番のりば（関東鉄道）
- 茎崎高校行
- 緑が丘団地行

2番のりば（関東鉄道）
- 三日月橋生涯学習センター行

3番のりば（関東鉄道）
- みどりの駅行

4番のりば
- 関東鉄道
  - 4S：生物研大わしキャンパス行
  - 42A：筑波大学病院行
  - 47：谷田部車庫行
- 牛久市コミュニティバス（かっぱ号）
  - 刈谷ルート・刈谷城中ルート・つつじヶ丘ルート：牛久駅行

5番のりば
- つくバス
  - 茎崎シャトル：富士見台行

### 東口
関東鉄道竜ヶ崎営業所・牛久市コミュニティバス（かっぱ号）の路線バスが発着する。
1番のりば（関東鉄道）
- あみプレミアム・アウトレット行(土休日のみ)
- 牛久浄苑行(平日3往復、土休日８往復)
- 小坂団地行

2番のりば（関東鉄道）
- ニュータウン長山行(平日2往復)
- みどり野循環：牛久駅東口行(平日1往復)
- さくら台循環：牛久駅東口行

3番のりば［牛久市コミュニティバス（かっぱ号）］
- 通勤ライナー 上柏田・むつみルート・通勤ライナー さくら台・みどり野ルート・みどり野ルート・小坂団地ルート：牛久駅東口行
- 運動公園ルート：ひたち野うしく駅東口行

## 隣の駅
東日本旅客鉄道（JR東日本）
■常磐線
- 特急「ときわ」一部停車駅

■特別快速・■普通
龍ケ崎市駅 - 牛久駅 - ひたち野うしく駅

### 記事本文
1. 1 2 3 4  『週刊 JR全駅・全車両基地』 42号 水戸駅・常陸太田駅・高萩駅ほか74駅、朝日新聞出版〈週刊朝日百科〉、2013年6月9日、20頁。
2. 1 2 3 4 5 6  石野哲（編）『停車場変遷大事典 国鉄・JR編 Ⅱ』（初版）JTB、1998年10月1日、427頁。ISBN 978-4-533-02980-6。
3. 1 2 3  “「牛久駅業務委託・管理エリアの見直し」の提案を受ける!” (PDF).   JR東労組水戸地本 (2020年7月29日). 2020年8月1日時点のオリジナルよりアーカイブ。2020年8月1日閲覧。
4. ↑  日本国有鉄道旅客局(1984)『鉄道・航路旅客運賃・料金算出表 昭和59年４月20日現行』。
5. ↑  牛久シャトーアクセス - 観光いばらき
6. ↑  “橋上駅がスタート 常磐線水戸駅 仁杉総裁迎え竣工式 自由通路も使用開始”. 交通新聞 (交通協力会):  p. 2. (1984年7月3日)
7. ↑  “駅すてーしょん 牛久（常磐線）”. 交通新聞 (交通新聞社):  p. 2. (1994年12月5日)
8. ↑  「JR年表」『JR気動車客車編成表 '95年版』ジェー・アール・アール、1995年7月1日、187頁。ISBN 4-88283-116-3。
9. 1 2  “牛久駅ビル3月15日開業 水戸サービス開発”. 交通新聞 (交通新聞社):  p. 1. (1996年2月1日)
10. ↑  「JR年表」『JR気動車客車編成表 '96年版』ジェー・アール・アール、1996年7月1日、183頁。ISBN 4-88283-117-1。
11. 1 2  “上り「オー・シャンゼリゼ」下り「グリーン・グリーン」牛久駅発車音 観光資源イメージし変更 12月1日から”. 読売新聞 (読売新聞社):  p. 30 東京朝刊. (2010年6月25日)
12. ↑  会社概要 - マーナ。2024年11月28日閲覧。
13. ↑  “イズミヤ、関東地区でGMS店10店体制へ 物流センター網も整備”. 日本食糧新聞 (日本食糧新聞社). (1996年4月19日)
14. ↑  “広報うしく　2016.9/1　リニューアルした牛久駅東口駅前広場をご紹介します！”. 広報うしく (2016年9月1日). 2020年7月13日閲覧。
15. ↑  “茨城）ＪＲ牛久駅前に稀勢の里の石碑が設置”. 朝日新聞デジタル (2017年2月17日). 2020年7月13日閲覧。
16. ↑  つくば市役所総合交通政策課「つくバス茎崎シャトル 時刻表 (PDF)」『つくば市公式ウェブサイト』2023年10月。2023年12月17日閲覧。

### 利用状況
1. 1 2  “各駅の乗車人員（2023年度）”.   東日本旅客鉄道. 2024年7月20日閲覧。
2. ↑  “各駅の乗車人員（2000年度）”.   東日本旅客鉄道. 2019年3月7日閲覧。
3. ↑  “各駅の乗車人員（2001年度）”.   東日本旅客鉄道. 2019年3月7日閲覧。
4. ↑  “各駅の乗車人員（2002年度）”.   東日本旅客鉄道. 2019年3月7日閲覧。
5. ↑  “各駅の乗車人員（2003年度）”.   東日本旅客鉄道. 2019年3月7日閲覧。
6. ↑  “各駅の乗車人員（2004年度）”.   東日本旅客鉄道. 2019年3月7日閲覧。
7. ↑  “各駅の乗車人員（2005年度）”.   東日本旅客鉄道. 2019年3月7日閲覧。
8. ↑  “各駅の乗車人員（2006年度）”.   東日本旅客鉄道. 2019年3月7日閲覧。
9. ↑  “各駅の乗車人員（2007年度）”.   東日本旅客鉄道. 2019年3月7日閲覧。
10. ↑  “各駅の乗車人員（2008年度）”.   東日本旅客鉄道. 2019年3月7日閲覧。
11. ↑  “各駅の乗車人員（2009年度）”.   東日本旅客鉄道. 2019年3月7日閲覧。
12. ↑  “各駅の乗車人員（2010年度）”.   東日本旅客鉄道. 2019年3月7日閲覧。
13. ↑  “各駅の乗車人員（2011年度）”.   東日本旅客鉄道. 2019年3月7日閲覧。
14. ↑  “各駅の乗車人員（2012年度）”.   東日本旅客鉄道. 2019年3月7日閲覧。
15. ↑  “各駅の乗車人員（2013年度）”.   東日本旅客鉄道. 2019年3月7日閲覧。
16. ↑  “各駅の乗車人員（2014年度）”.   東日本旅客鉄道. 2019年3月7日閲覧。
17. ↑  “各駅の乗車人員（2015年度）”.   東日本旅客鉄道. 2019年3月7日閲覧。
18. ↑  “各駅の乗車人員（2016年度）”.   東日本旅客鉄道. 2019年3月7日閲覧。
19. ↑  “各駅の乗車人員（2017年度）”.   東日本旅客鉄道. 2018年7月6日閲覧。
20. ↑  “各駅の乗車人員（2018年度）”.   東日本旅客鉄道. 2019年7月7日閲覧。
21. ↑  “各駅の乗車人員（2019年度）”.   東日本旅客鉄道. 2020年7月11日閲覧。
22. ↑  “各駅の乗車人員（2020年度）”.   東日本旅客鉄道. 2021年7月23日閲覧。
23. ↑  “各駅の乗車人員（2021年度）”.   東日本旅客鉄道. 2022年8月6日閲覧。
24. ↑  “各駅の乗車人員（2022年度）”.   東日本旅客鉄道. 2023年7月10日閲覧。